# Этчегойен, Педро Доминго
Пе́дро Доми́нго Этчего́йен (исп. Pedro Domingo Etchegoyen, родился в 1894 году в Монтевидео — дата смерти неизвестна) — уругвайский футболист, выступавший на позиции защитника. Олимпийский чемпион 1924 года в составе сборной Уругвая, чемпион Южной Америки 1923 года. В обоих победных турнирах был резервным игроком.

## Биография
Подробно о биографии Педро Этчегойена известно мало. Он был участником первого состава «Ливерпуля» (Монтевидео) 1915 года вместе со своим братом Луисом Этчегойеном. Учитывая то, что и спустя почти целое десятилетие он оставался игроком «Ливерпуля», вероятно, Этчегойен провёл всю свою карьеру в составе этого клуба.
Первый свой матч за сборную Уругвая Этчегойен провёл 22 января 1922 года против сборной Аргентины. Уругвай уступил в этом товарищеском матче со счётом 1:3.
В 1923 году Этчегойен был включен в заявку сборной Уругвая на домашний чемпионат Южной Америки, которая Селесте в итоге выиграла. В 1924 году Этчегойен в составе уругвайской делегации поехал в Париж, где сборная Уругвая завоевала золотые медали. В начале XX века позиция защитника в футболе была довольно дефицитной, и составы команд были очень стабильными, поэтому у Этчегойена было мало шансов вытеснить из состава Хосе Насасси и Педро Ариспе — обоих защитников в схеме 2-3-5. Однако его включение в заявку на два подряд турнира свидетельствуют о том, что Этчегойен был одним из лучших защитников в чемпионате Уругвая в середине 1920-х годов. На Олимпиаде помимо Этчегойена в составе сборной выступили ещё два представителя «Ливерпуля» из Монтевидео — партнёр по защитной линии Умберто Томассина и полузащитник Хосе Найя сыграли по 2 игры.
В 1951 году чемпионом Уругвая в составе «Пеньяроля» стал Хосе Педро Этчегойен, сын Педро Доминго.

## Титулы
- Олимпийский чемпион (1): 1924
- Чемпион Южной Америки (1): 1923